# 特発性肺線維症

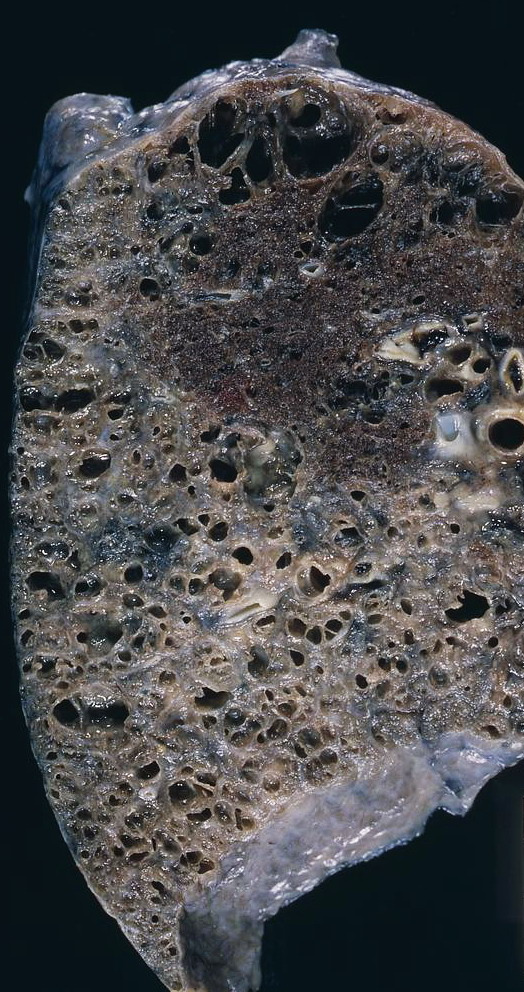
肺線維症に伴う蜂巣肺

特発性肺線維症（とくはつせいはいせんいしょう、英：idiopathic pulmonary fibrosis: IPF、またはcryptogenic fibrosing alveolitis: CFA）は特発性間質性肺炎（Idiopathic interstitial pneumonias: IIPs）の1つで、肺の高度な線維化を主体とし、拘束性換気障害をきたす肺疾患である。他の特発性間質性肺炎 (IIPs) に比べて、ステロイドや免疫抑制薬に対する反応性が悪く予後不良の肺疾患である。ちなみに特発性肺線維症の病理像は通常型間質性肺炎 (UIP) と呼ばれるが、両者はイコールではない（UIPパターンを示す疾患はIPF以外にもある）。

## 概要
特発性肺線維症 (IPF) は特発性間質性肺炎 (idiopathic interstital pneumonias: IIPs) の中で最も頻度が高い。詳しい原因は今のところわかっていないが、喫煙等が危険因子になるとされている。IPFにおいて炎症は必ずしも線維化に先行せず、様々な刺激によって生じた肺胞上皮の傷害に対して、その修復のためのコラーゲン等が増加し異常な修復反応が起こるために線維化が進むと考えられている。肺胞壁（間質の肥厚）により、酸素の取り込みが低下し、肺のコンプライアンス低下のために拘束性障害（肺活量低下）を生じるもので、症状として、乾性咳嗽や労作時息切れが発生する。特に、線維化に関してはTGF-βが重要な役割を担っていると考えられており、実際TGF-βはII型肺胞上皮に対して上皮間葉転換 (epithelial messenchymal transition: EMT) を起こさせ、線維芽細胞や筋線維芽細胞への分化を誘導することが知られている。

## 症状

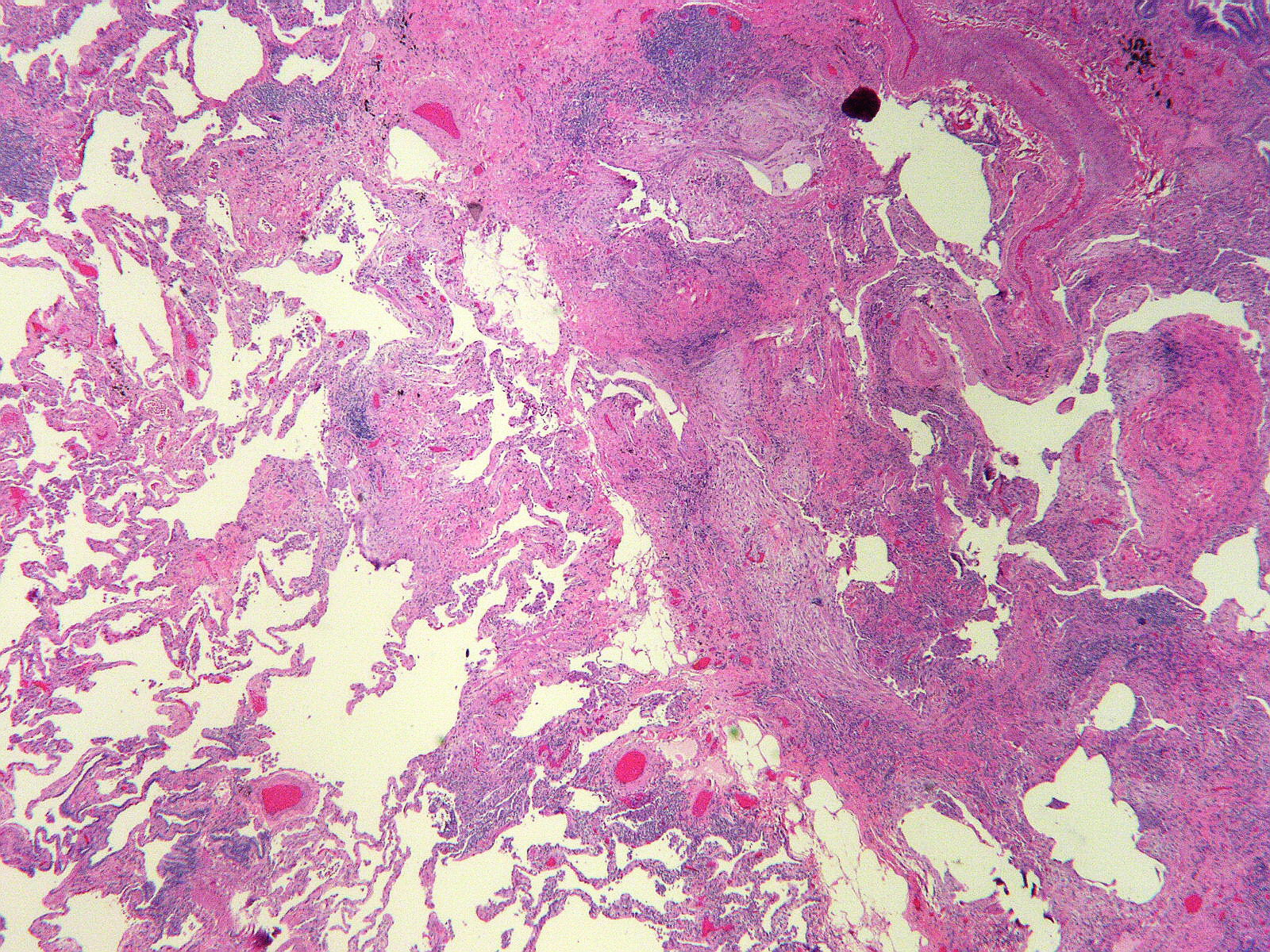
通常型間質性肺炎 (UIP) の病理像。胸膜直下から線維化が進行し（写真右側）、正常に近い肺の構造（左側）とも接している。

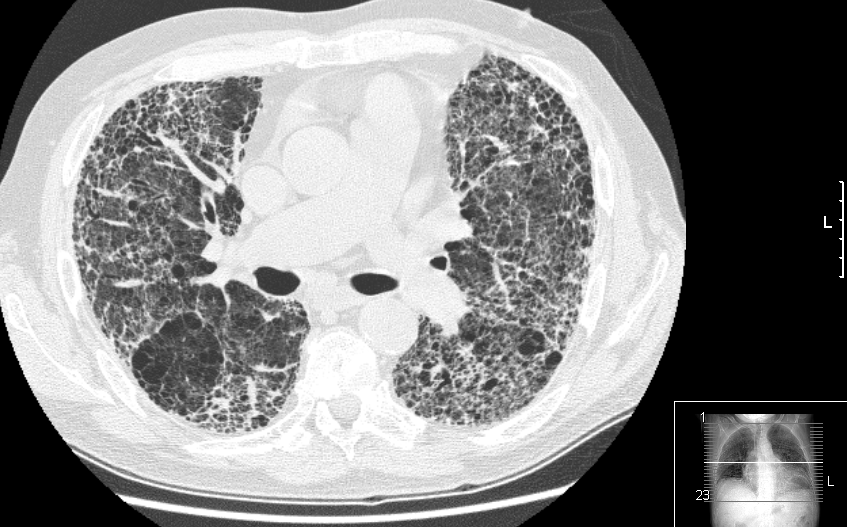
UIPパターンのHRCT

特発性肺線維症の症状としては主として呼吸困難をきたす他、咳を伴いばち指を認めることがある。進行すると二次性に肺高血圧をきたすことがある。IPFの発症は緩徐であり、数年の経過で進行することが多いが、急性増悪と呼ばれる急激な呼吸状態の悪化が年率5 - 15 %の頻度で生じるとされる。聴診では、両側肺底部を中心に吸気時捻髪音 (fine crackles) を聴取する。

## 病理・画像所見
特発性肺線維症 (IPF) の病理組織は斑状の線維化すなわち線維化している部分としていないところが不均一で混在しているのが特徴で、線維化は胸膜直下で優位である。また、線維芽細胞巣 (fibroblastic foci) が多数認められる。高分解能CT (HRCT) で見ると線維化し肥厚した隔壁はハチの巣のような蜂巣肺として見られるほか、牽引性気管支拡張 (traction bronchiectasis) を伴う所見が得られる。このような病理像は通常型間質性肺炎 (usual interstitial pneumonia: UIP) と呼ばれる（これに対しIPFは臨床病名である）。UIPを呈する疾患としては、IPFの他に膠原病による間質性肺炎や過敏性肺炎があり、これらとの鑑別が問題となる。

## 診断基準
厳密な診断方法としては肺生検を行い、通常型間質性肺炎 (UIP) の所見を得ることであるが、肺生検は負担も大きいので診断は画像と臨床所見のみで行われることも多い。その場合、以下の主診断基準のすべてと副診断基準4項目中3項目以上を満たす場合、外科的肺生検を行わなくとも臨床的にIPFと診断される。

### 主診断基準
- 薬剤性、環境暴露、膠原病など原因が既知の間質性肺疾患の除外
- 拘束性障害（VCの低下）やガス交換障害（安静時や運動時のA-aDO2の増大、安静時または運動時のPaO2の低下、あるいはDLCOの低下）などの呼吸機能検査異常
- HRCTで両側肺底部・胸膜直下優位に明らかな蜂巣肺所見を伴う網状陰影とわずかなすりガラス陰影（すなわちUIPパターンを呈すること）

### 副診断基準
- 年齢が50歳を超える
- 他の原因では説明しがたい労作性呼吸困難の緩徐な進行
- 罹患期間が3箇月以上
- 両側肺底部に吸気時捻髪音 (fine crackles) を聴取する。

## 治療
特発性肺線維症 (IPF) に対して根治的な治療法はなく、肺移植を除けば現時点では進行を抑える治療のみが存在する。他の特発性間質性肺炎と異なり、ステロイドや免疫抑制薬に対して抵抗性を示す。その中で、線維化を抑える働きを持つピルフェニドン (pirfenidone) がプラセボと比較して努力肺活量 (FVC) や6分間歩行テスト (6MWT) において病状悪化の抑止効果を認めている。ピルフェニドンの作用点はよくわかっていないが、in vitroでTGF-βやTNF-αを抑制することが知られている。また、チロシンキナーゼ阻害薬であるニンテダニブ（nintedanib, BIBF1120）はピルフェニドンと並ぶ抗線維化薬として認可されている。PDE5阻害薬であるシルデナフィル (sildenafil) は6分間歩行テストでの改善は認めないものの、換気血流不均衡を是正し、呼吸困難などの症状緩和に働くと考えられているが、本邦では特発性肺線維症に対する適応がない。